# 짜 믁

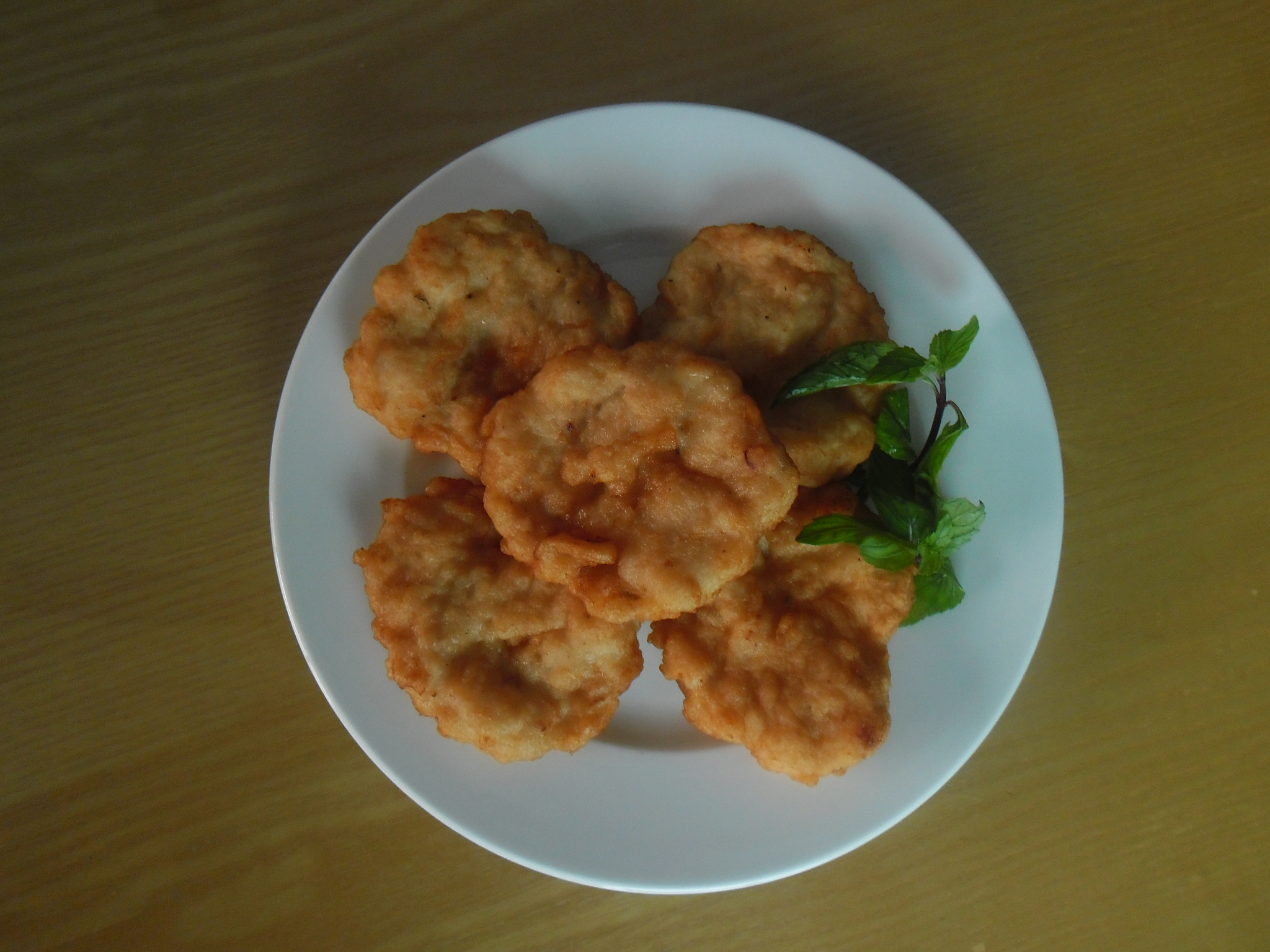
짜 믁

짜 믁(베트남어: chả mực)은 베트남의 어묵이다. 오징어로 만든다. 특히 꽝닌성 껌파와 할롱의 짜 믁이 유명하다. 베트남어 "짜 (chả)"는 "다지거나 얇게 썰어 구운 고기나 달걀, 또는 해산물"을 일컫는 말이며 "믁 (mực)"은 "오징어"를 뜻한다. 오징어를 다지거나 갈아서 달걀, 라드, 딜, 다진 마늘, 후추, 느억 맘(어장) 등과 섞은 다음, 동글납작하게 반죽해 기름에 튀겨 만든다.

## 같이 보기
- 짜 까